# Renato Tapia
Renato Tapia Cortijo (* 28. července 1995 Lima) je peruánský profesionální fotbalista, který hraje na pozici defensivního záložníka za španělský klub Celta de Vigo a za peruánský národní tým.
Mimo Peru hrál v Nizozemsku a ve Španělsko.

## Reprezentační kariéra
Tapia byl členem peruánských mládežnických reprezentací.